# Tamatougou
Tamatougou est une petite ville du Togo située à environ 54 km de Dapaong, dans la région des Savanes.

## Vie économique
- Marché au bétail

## Lieux publics
- École primaire